# Riber Castle
Riber Castle er et country house fra 1800-tallet, der står i bebyggelsen Riber på en bakke med udsigt til Matlock, Derbyshire. Den er opført af sten fra et lokalt stenbrud, som blev ført de 200 m op til byggeriet via en række taljer og reb.
Det er en listed building af anden grad.